# Nicoleta Lefter
Nicoleta Lefter  (n. 10 septembrie 1982) este o actriță, regizoare română de teatru și performeră în domeniul cultural care a colaborat cu regizorul Radu Afrim. A avut și apariții minore în film (sub regia lui Francis Ford Coppola și Cristian Mungiu).

## Biografie
A absolvit în 2007 cursurile Facultății de Teatru a Universității de Arte „George Enescu” din Iași (la secția de actorie), pentru ca în 2009 să finalizeze un masterat în Arta Actorului în cadrul UNATC din București. Din anul 2008, ca angajată a Teatrului Odeon a jucat în spectacole semnate de regizori/regizoare importanți/te ai scenei românești ca Radu Afrim, Alexandru Dabija, Andrei Șerban, Victor Ioan Frunza, Bobi Pricop, Catinca Draganescu, Mariana Cămărășan, Cristi Popescu, Eugen Jebeleanu.
Nicoleta Lefter participă la proiecte de teatru social și comunitar semnând regia spectacolelor pentru copii și adolescenți în cadrul programelor educaționale de la Teatrul Gong din Sibiu, de asemenea performează în spectacole din cadrul Centrului Educațional Replika din București.
A avut colaborări multiple cu teatrul independent Unteatru și Green Hours.
Își construiește propriile Performance-uri pornind de la romanele sau poemele unor autoare românce contemporane cum ar fi: Aleargă al Anei Maria Sandu, Vara în care mama a avut ochii verzi de Tatiana Tâbuleac, Mâini cuminți. Copilul meu cu autism de Ana Dragu, Fals tratat de manipulare de Ana Blandiana, Și cuvintele sunt o provincie de Adela Greceanu, Interior 0 de Lavinia Braniște, Floare de menghina de Zvetlana Cârstean, Alter după Jurnalul Angelei Marinescu.
A colaborat cu coregraful Jerome Bell la spectacolul Gala prezentat la București în colaborare cu Centrul Național al Dansului.
În timpul pandemiei a lucrat la proiectul internațional Consultation poetique al Teatrului de la Ville din Paris.
A debutat în film cu o apariție minoră la regizorul Francis Ford Coppola în filmul Youth Without Youth în 2007 
A interpretat rolul principal, Pia la regizorul Adi Voicu în filmul Captura. 
În filmul Holy Week, regia lui Andrei Cohn, film prezentat la Festivalul de film de la Berlin joaca rolul Surei. 

## Premii și distincții
- Premiul Silvia Dumitrescu-Timică, dedicat tinerelor talente, pentru rolul Sarmisegetuza din spectacolul Titanic Vals, Fest (in) pe Bulevard, 2014[2]
- Premiul pentru cea mai bună actriță pentru rolul Nadia din Viză de clown la Festivalul de Teatru Piatra Neamț – Pledez pentru tine(ri), 2015[2]
- Premiul de debut pentru rolul Onda din piesa mea Frumoasa adormită și trezită,  Festivalul European Radiofonic GRAND PRIX NOVA, 2020[3]
- Premiul Uniter pentru Cea mai bună actriță în rol principal, pentru rolul Svetlana Allilueva din spectacolul Aici Moscova de Iulia Pospelova, producție Unteatru București, 2022